# Carnival Paradise

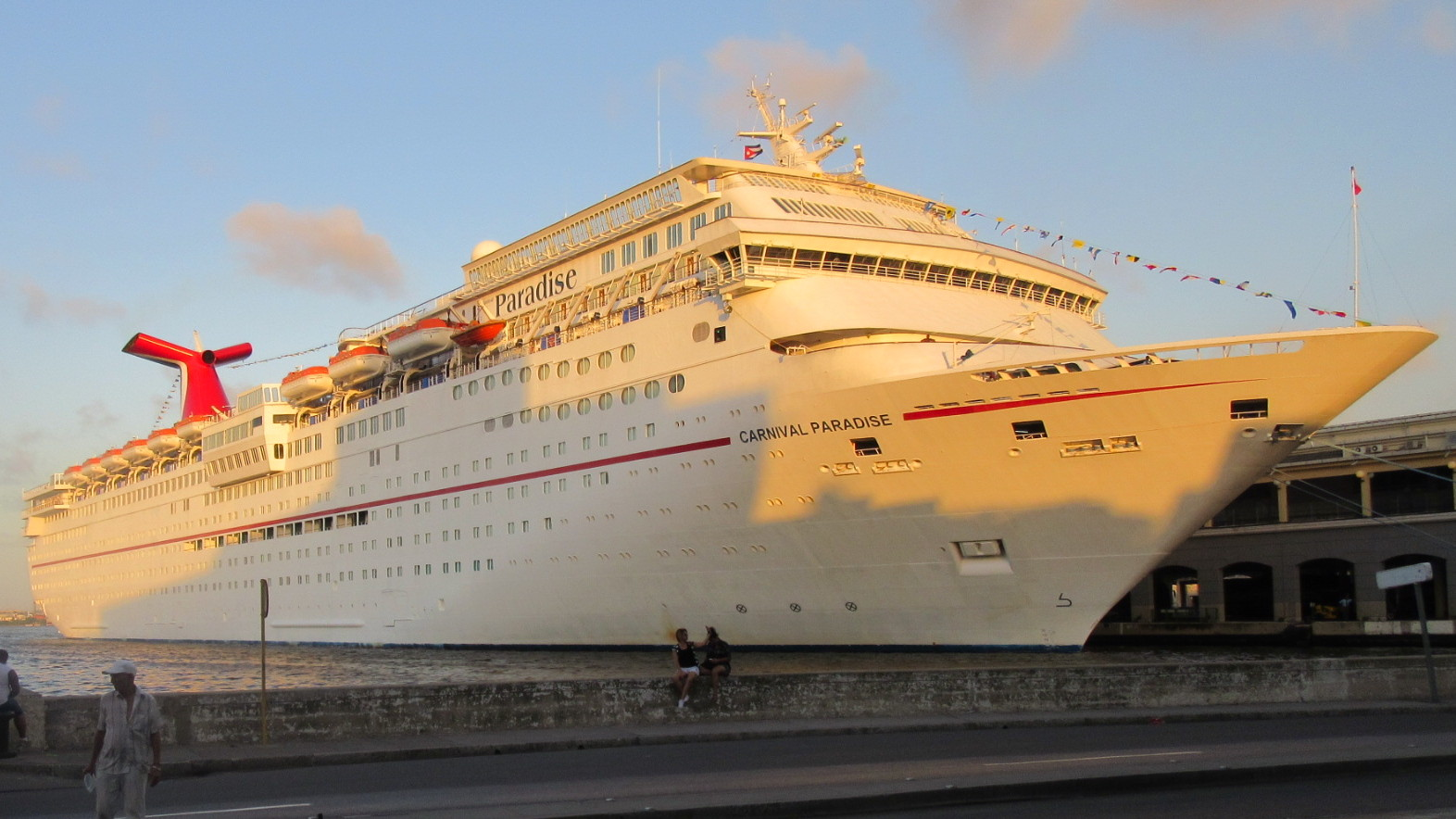
Carnival Paradise a L'Avana nel 2017 con la vecchia livrea.

Carnival Paradise è una nave da crociera, della Carnival Cruise Lines, ottava e ultima della classe Fantasy. 

È stata costruita per essere la prima nave da crociera al mondo completamente dedicata a non fumatori. È anche stata costruita da personale non fumatore e quando è entrata in servizio era sostenuta da vari gruppi anti-fumo e per la prevenzione del cancro ai polmoni. Scritte No Smoking sono state poste visibile su entrambe le murate della nave e sulla poppa sotto il nome.
Carnival Cruise Lines ha riqualificato la nave dotandola del primo sistema di lavaggio a secco earth-friendly, che utilizza detergenti sicuri per l'ambiente e riducendo il deflusso chimici pericolosi.

## Porto di armamento
- Tampa, Florida

## Navi gemelle
- Carnival Fantasy
- Carnival Ecstasy
- Carnival Sensation
- Carnival Fascination
- Carnival Imagination
- Carnival Inspiration
- Carnival Elation